# 小行星7886
小行星7886（英語：7886 Redman）是一颗围绕太阳公转的小行星。1993年8月12日，D. D. Balam在Climenhaga发现了此天体。
这颗小行星的绝对星等为77.80365754601895等。